# Louis Salvador Chénier
Louis Salvador Chénier (Constantinoble, 1761 - París, 1823) fou un militar francès, fill d'en Louis el fundador de la (nissaga de literats) dels Chénier, i pare del literat i jurisconsult Louis- Joseph.
Als dinou anys entrà al servei militar, i el 1793, sent ja capità, fou agregat a la divisió del general Houchard i poc temps després fou suspès a conseqüència d'una baralla amb el seu cap. Es retirà a Breteuil i allà s'enemistà amb André Dumont (polític), el qual el va fer detenir, sent conduït a París, on restà a punt de córrer la mateixa sort que el seu germà André. Posat en llibertat fou reintegrat en la seva feina i poc temps després acompanyà a Bonaparte a Itàlia, sent destinat per fi al ministeri de Guerra.
Va escriure: Lettre à M. de Mirabeau zur les dispositions naturelles, nécessaires et indubitables des officers et des soldats français et étrangers (1789) i Piéces justificatives oublidées dans le compte rendu d'André Dumont dediées an corps electoral de France.